# North Powder
North Powder az Amerikai Egyesült Államok északnyugati részén, Oregon állam Union megyéjében helyezkedik el. A 2010. évi népszámláláskor 439 lakosa volt. A város területe 1,66 km², melynek 100%-a szárazföld.

## Történet
A város területét 1885–1886 környékén jelölték ki az Oregon Railway and Navigation Company vasútvonala mentén; előzőleg postakocsi-megálló működött itt. A vasút kiépítésekor David Eccles mormon üzletember megalapította a Hall Brothers Lumber Company fafeldolgozót.
A település a Pacific Fruit Express fagyasztóháza miatt az 1930-as évekig virágzott, amikor az építmény leégett.

## Éghajlat
A város éghajlata a Köppen-skála szerint meleg nyári mediterrán (Csb-vel jelölve). A legcsapadékosabb hónap május, a legszárazabb pedig a július–szeptember közötti időszak. A legmelegebb hónapok július és augusztus, a leghidegebb pedig december.
| Hónap                         | Jan.  | Feb.  | Már.  | Ápr.  | Máj. | Jún. | Júl. | Aug. | Szep. | Okt.  | Nov.  | Dec.  | Év    |
| ----------------------------- | ----- | ----- | ----- | ----- | ---- | ---- | ---- | ---- | ----- | ----- | ----- | ----- | ----- |
| Rekord max. hőmérséklet (°C)  | 16,4  | 19,4  | 25,0  | 32,2  | 35,0 | 37,2 | 40,6 | 42,2 | 38,3  | 31,7  | 23,3  | 16,7  | 42,2  |
| Átlagos max. hőmérséklet (°C) | 3,9   | 6,7   | 11,1  | 15,0  | 19,4 | 23,3 | 29,4 | 30,0 | 24,4  | 17,2  | 8,3   | 3,3   | 16,1  |
| Átlaghőmérséklet (°C)         | 0,0   | 2,0   | 5,3   | 6,7   | 12,2 | 15,6 | 19,7 | 19,7 | 15,0  | 9,2   | 3,9   | −0,3  | 9,1   |
| Átlagos min. hőmérséklet (°C) | −3,9  | −2,8  | −0,6  | 1,7   | 5,0  | 7,8  | 10,0 | 9,4  | 5,6   | 1,1   | −0,6  | −3,9  | 2,4   |
| Rekord min. hőmérséklet (°C)  | −32,8 | −29,4 | −23,3 | −12,8 | −6,7 | −1,7 | 1,1  | −1,7 | −6,1  | −13,9 | −24,4 | −31,1 | −32,8 |
| Átl. csapadékmennyiség (mm)   | 30    | 24    | 31    | 38    | 55   | 40   | 17   | 18   | 17    | 27    | 40    | 30    | 367   |
| Forrás: The Weather Channel   |       |       |       |       |      |      |      |      |       |       |       |       |       |

## Népesség

### 2010
A 2010-es népszámláláskor a városnak 439 lakója, 184 háztartása és 111 családja volt. A népsűrűség 264,5 fő/km2. A lakóegységek száma 241, sűrűségük 145,2 db/km2. A lakosok 92,5%-a fehér, 0,5%-a afroamerikai, 1,6%-a indián, 0,5%-a ázsiai,  2,3%-a egyéb, 2,7%-a pedig kettő vagy több etnikumú. A spanyol vagy latino származásúak aránya 8,9% (7,5% mexikói, 1,4% Puerto Ricó-i,  )
A háztartások 27,2%-ában élt 18 évnél fiatalabb. 50,5% házas, 7,6% egyedülálló nő, 2,2% egyedülálló férfi, 39,7% pedig nem család. 31,5% egyedül élt; 10,9%-uk 65 éves vagy idősebb. Egy háztartásban átlagosan 2,39 személy élt; a családok átlagmérete 3,1 fő.
A medián életkor 43.1 év volt. A város lakóinak 26,4%-a 18 évesnél fiatalabb, 3,7% 18 és 24 év közötti, 21,2%-uk 25 és 44 év közötti, 31,4%-uk 45 és 64 év közötti, 17,3%-uk pedig 65 éves vagy idősebb. A lakosok 48,1%-a férfi, 51,9%-a pedig nő.

### 2000
A 2000-es népszámláláskor  a városnak 489 lakója, 184 háztartása és 130 családja volt. A népsűrűség 294,6 fő/km2. A lakóegységek száma 209, sűrűségük 125,9 db/km2. A lakosok 96,32%-a fehér, 0,61%-a afroamerikai, 0,61%-a indián, 0,41%-a ázsiai, 0,2%-a a Csendes-óceáni szigetekről származik,  1,84%-a pedig kettő vagy több etnikumú. A spanyol vagy latino származásúak aránya 3,07% (2,5% mexikói, 0,2% Puerto Ricó-i,  0,4% pedig egyéb spanyol/latino származású.)
A háztartások 32,1%-ában élt 18 évnél fiatalabb. 56,5% házas, 9,2% egyedülálló nő; 29,3% pedig nem család. 25% egyedül élt; 10,9%-uk 65 éves vagy idősebb. Egy háztartásban átlagosan 2,66 személy élt; a családok átlagmérete 3,11 fő.
A város lakóinak 30,3%-a 18 évesnél fiatalabb, 5,1% 18 és 24 év közötti, 26%-uk 25 és 44 év közötti, 22,3%-uk 45 és 64 év közötti, 16,4%-uk pedig 65 éves vagy idősebb. A medián életkor 39 év volt. Minden 100 nőre 97,2 férfi jut; a 18 évnél idősebb nőknél ez az arány 93,8.
A háztartások medián bevétele 24 167 amerikai dollár, ez az érték családoknál $27 188. A férfiak medián keresete $27 500, míg a nőké $19 063. A város egy főre jutó bevétele (PCI) $11 231. A családok 22,1%-a, a teljes népesség 25,9%-a élt létminimum alatt; a 18 év alattiaknál ez a szám 39,6%, a 65 évnél idősebbeknél pedig 12,1%.

## Nevezetes személy
- Margaret Rayburn – oktató, a washingtoni képviselőház tagja[11]

## Fordítás
Ez a szócikk részben vagy egészben  a   North Powder, Oregon című angol Wikipédia-szócikk ezen változatának fordításán alapul.  Az eredeti cikk szerkesztőit annak laptörténete sorolja fel. Ez a jelzés csupán a megfogalmazás eredetét és a szerzői jogokat jelzi, nem szolgál a cikkben szereplő információk forrásmegjelöléseként.